# Circuito del Termen
Le Circuito del Termen est une course cycliste italienne disputée à Cimetta (it), frazione de la commune de Codognè en Vénétie. Créée en 1948, elle se déroule généralement le dimanche de Pâques.
Cette épreuve fait partie du calendrier régional de la Fédération cycliste italienne, en catégorie 1.19. Elle est par conséquent réservée aux coureurs espoirs (moins de 23 ans) ainsi qu'aux élites sans contrat,.

## Histoire
La 70e édition est exceptionnellement organisée le dimanche des Rameaux.

## Parcours
La course se tient sur une courte distance de près de 100 kilomètres, avec un circuit de 2,3 kilomètres à 43 tours. Son parcours plat est plutôt favorable aux sprinteurs.

## Palmarès
| Année     | Vainqueur             | Deuxième           | Troisième         |
| --------- | --------------------- | ------------------ | ----------------- |
| 1948      | Augusto Bof           |                    |                   |
| 1949      | ?                     |                    |                   |
| 1950      | Giuseppe Dalla Libera |                    |                   |
| 1951-1954 | ?                     |                    |                   |
| 1955      | Germano Padovan       |                    |                   |
| 1956-1957 | ?                     |                    |                   |
| 1958      | Gino Lucchetta        |                    |                   |
| 1959      | ?                     |                    |                   |
| 1960      | Bruno Bottega         |                    |                   |
| 1961-1991 | ?                     |                    |                   |
| 1992      | Valerio Galeazzi      |                    |                   |
| 1993-1997 | ?                     |                    |                   |
| 1998      | Michele Sartor        | Miguel Ángel Meza  | Wilmer Baldo      |
| 1999-2001 | ?                     |                    |                   |
| 2002      | Ivan Ravaioli         |                    |                   |
| 2003      | Danilo Napolitano     |                    |                   |
| 2004      | Maximiliano Richeze   | Danilo Napolitano  | Oscar Gatto       |
| 2005      | Fabrizio Amerighi     | Marco Gelain       | Gianluca Geremia  |
| 2006      | Marco Boz             | Emiliano Donadello | Alex Buttazzoni   |
| 2007      | Mauro Abel Richeze    | Andrea Pinos       | Matteo Busato     |
| 2008      | Alex Buttazzoni       | Fabrizio Amerighi  | Matteo Busato     |
| 2009      | Giacomo Nizzolo       | Marco Benfatto     | Elia Viviani      |
| 2010      | Matteo Pelucchi       | Giacomo Nizzolo    | Stefano Melegaro  |
| 2011      | Andrea Dal Col        | Marco Benfatto     | Andrea Peron      |
| 2012      | Rino Gasparrini       | Marco Gaggia       | Andrea Dal Col    |
| 2013      | non disputé           |                    |                   |
| 2014      | Davide Gomirato       | Jakub Mareczko     | Daniele Cavasin   |
| 2015      | Marco Maronese        | Gianmarco Begnoni  | Marco Gaggia      |
| 2016      | Rino Gasparrini       | Leonardo Fedrigo   | Marco Maronese    |
| 2017      | Davide Casarotto      | Filippo Fiorelli   | Filippo Ferronato |
| 2018      | Leonardo Fedrigo      | Filippo Calderaro  | Ahmed Galdoune    |
| 2019      | Stefano Moro          | Attilio Viviani    | Francesco Lamon   |